# Regnaud Outhier

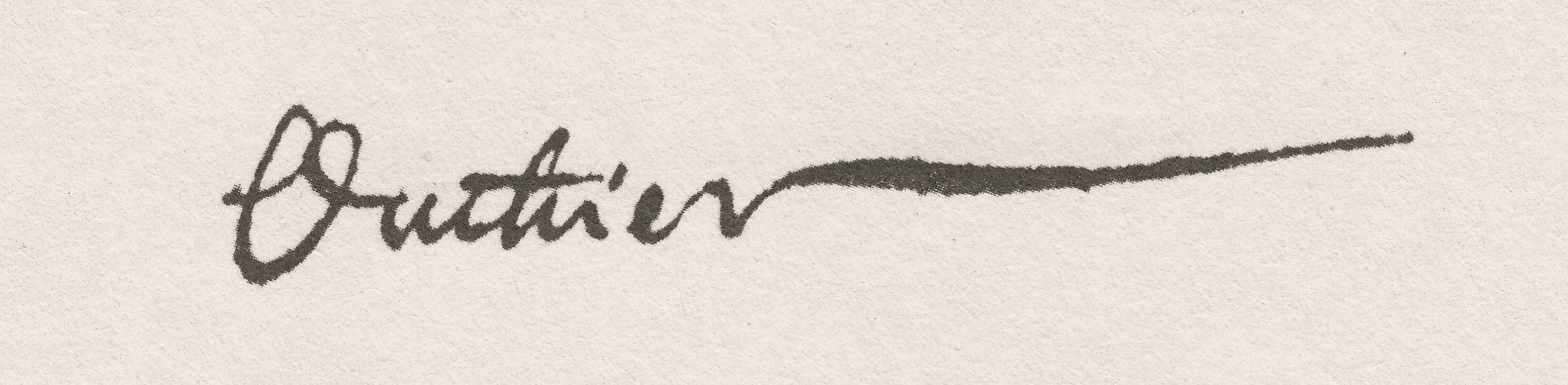
Namnteckning

Regnaud Outhier (även Renaud eller Réginald), född 16 augusti 1694 i La Marre i Frankrike, död 8 maj 1774 i Bayeux, var en fransk präst, vetenskapsman och tecknare.    
Regnaud Outhier deltog i den av Pierre de Maupertuis ledda franska gradmätningsexpeditionen till Tornedalen 1736-1737. Han publicerade 1744 Journal d'un voyage au Nord en 1736 & 1737 (Journal från en resa i Norden 1736–1737) som var en skildring från denna resa och vari han förutom kartor och gradmätningsritningar fogat in ett antal illustrationer utförda i kopparstick av Guillaume Dheulland som skildrar Torneå stad, dess kyrka, en storbondegård i Pellio och expeditionens läger på berget Niemi. Outhier var korresponderande ledamot av den Franska vetenskapsakademin och tjänstgjorde som präst i Besançon-stiftet.